# Accord de Pretoria (2002)
Pour les articles homonymes, voir Accord de Pretoria.
L'accord de Pretoria est un accord conclu le 30 juillet 2002, entre le Rwanda et la république démocratique du Congo (RDC), dans le but de mettre fin à la deuxième guerre du Congo,. Les pourparlers ont eu lieu à Pretoria, en Afrique du Sud.
Dans cet accord, le Rwanda s'engage à retirer ses troupes présentes sur le territoire congolais dans les 45 jours qui suivent la signature de l'accord, en échange d'un engagement international en faveur du désarmement, et du rapatriement au Rwanda, des milices hutues interahamwe et des ex-combattants des Forces armées rwandaises (ex-FAR), qui en 1994, ont trouvé refuge en RDC à la suite du génocide des Tutsis au Rwanda, auquel une partie d'entre eux ont pris part, et qui sont considérés par le gouvernement rwandais comme une menace pour la sécurité du Rwanda,.
L'accord prévoir un délai de 90 jours après sa signature, pour le désarmement des combattants hutus, et un délai de 120 jours, au terme duquel la MONUC doit vérifier la réalité de la mise en œuvre du processus,.